# 대한민국 민법 제1118조
대한민국 민법 제1118조는 유류분 준용규정에 대한 민법 상속법 조문이다.

## 조문
제1118조(준용규정) 제1001조, 제1008조, 제1010조의 규정은 유류분에 이를 준용한다.
[본조신설 1977.12.31.]

第1118條(準用規定) 第1001條, 第1008條, 第1010條의 規定은 遺留分에 이를 準用한다.
[本條新設 1977.12.31.]

## 같이 보기
- 대습상속
- 대한민국 민법 제1001조 (대습상속)
- 대한민국 민법 제1008조 (특별수익자의 상속분)
- 대한민국 민법 제1010조 (대습상속분)

## 참고 문헌
- 오현수, 일본민법, 진원사, 2014. ISBN 978-89-6346-345-2
- 오세경, 대법전, 법전출판사, 2014 ISBN 978-89-262-1027-7
- 이준현, LOGOS 민법 조문판례집, 미래가치, 2015. ISBN 979-1-155-02086-9